# 福申
福申（1780年—？），字佑之、保之，号禹门，室名澍棠軒，邵氏，内务府满洲正黄旗人。清朝官员，进士出身。

## 生平
嘉庆十三年（1808）戊辰举人，嘉慶十六年（1811年）辛未科进士。中进士后任翰林院庶吉士，授翰林院检讨，嘉庆二十三年任翰林院侍读学士，詹事府少詹事，二十四年任詹事，二十五年任大理寺卿，稽查左翼觉罗官学。道光五年任江西乡试正考官，江西学政，六年任都察院左副都御史，七年任内阁学士兼礼部侍郎。
与嘉慶四年（1799年）己未科进士鮑桂星交友。

## 著作
《澍棠軒詩鈔》、《俚俗集》49卷（有现代版，书目文献出版社，1993年）、《續同書》8卷、《清異編珠》、《方輿類聚》、《詩序傳說编珠》等。

## 家族
- 曾祖常保住，内务府郎中。
- 祖父五德。
- 父永泰，内务府造办处郎中。
- 妹邵氏，嫁内务府正白旗汉军、道光己丑进士李氏舒贵（高祖总管内务府大臣李延禧 (清朝)），子光绪丙子恩科进士景瀛。
- 子瑞麟，道光元年廕生。
- 子景麟。